# Вегенер, Фридрих
Фридрих Ве́генер (7 апреля 1907, Фарель — 9 июля 1990, Любек) — немецкий патогистолог, который знаменит описанием заболевания, известного как гранулёматоз с полиангиитом (гранулёматоз Вегенера).
Вегенер был сыном врача и хирурга Фридриха Вегенера, который практиковал в больнице Святого Иосифа в Вареле, и его жены Тиры Сесилии (Тиден), учительницы гимнастики. Его младший брат Пауль сделал карьеру в эпоху национал-социалистов, совсем недавно в качестве имперского комиссара обороны . В 1934 году он женился на Софи Мэдсен († 1974), от этой связи родилось семеро детей. В 1975 году он женился на Урсуле Захариас.
После окончания средней школы в Вильгельмсхафене и Йевере (1926) Вегенер изучал медицину человека в Мюнхене до физического уровня . Затем он перешел в Кильский университет, где прошел медицинский осмотр в 1932 году и до весны 1933 года работал стажером в местном институте патологии. Во время учёбы в Киле выступал как спортсмен на Kieler TV , в 1931 году был чемпионом Германии по метанию мяча из рогатки, в 1932 году занял третье место.

## Карьера
Фридрих Вегенер стал членом НСДАП в 1932 году. Он был членом штурмовых отрядов, военизированной структуры в составе партии, которая принимала участие в вооруженных конфликтах.
С 1935 года (до 1939 года) работал в патологическом институте Мартина Штеммлера в университете Бреслау, после того как Штеммлер получил там кафедру патологии, в качестве первого помощника и заместителя заведующего прозектором в больнице Венцеля-Ханке и больнице Аллерхейлиген. . Кроме того, он брал на себя различные преподавательские обязанности (лекции для студентов медицины и стоматологии: курс вскрытия, курс гистологии и специальной патологии для стоматологов). Кроме того, он служил здесь преподавателем гистологии, анатомии и микротехники в школе медико-технических ассистентов.
Будучи известным врачом, он провел часть времени во время Второй мировой войны в непосредственной близости от Лодзинского гетто.
фигурирует в списках польских властей для розыска военных преступников, и его файлы, по-видимому, также были отправлены в Комиссию по военным преступлениям в ООН . Действия, которые привели к этим обвинениям, остаются неясными по сей день. Все, что найдено, — это письменное сообщение Вегенера, в котором он сообщает, что вскоре будет иметь дело с явлением воздушной эмболии . Причастность Вегенера к экспериментам над людьми не удалось доказать и по сей день. Судя по текущему состоянию файлов, обвинения против Вегенер никогда не предъявлялись. Наконец, известно, что Мартин Штеммлер, давний директор института и наставник Вегенера, поддерживал нацистскую систему и много публиковался по расовой гигиене .
После капитуляции Германии Вегенер попал в плен к американцам и англичанам, из которого был освобожден летом 1945 года. Затем он работал сельскохозяйственным рабочим до 1947 года.
С 1948 года Фридрих Вегенер работал сначала научным ассистентом, затем старшим врачом патологоанатомического института городских больниц и Медицинской академии Любека и возглавлял прокуратуру Остской больницы. Помимо преподавательской должности в Медицинской академии (курс секций, 1966—1969 гг.), преподавал анатомию и гистологию в Государственном институте медико-технических ассистентов. После выхода на пенсию в 1970 году Вегенер стал специалистом по патологии и в течение нескольких лет руководил собственной патологической практикой.
В 1976 году Медицинский университет Любека присвоил ему звание почетного доктора. Он получил Почетную доску от клиники и фонда Майо в Рочестере (США) в 1986 году и награду от города Милана (Амброджино) в 1987 году. Он также был членом Немецкого общества патологии и Ассоциации патологоанатомов в Большом Гамбурге.
Во время пребывания в Бреслау был сделан первый вклад в наблюдение ранее неизвестного гранулематозного заболевания (ринит, почечная недостаточность, системный васкулит) у трех пациентов, которое было известно как гранулематоз Вегенера с 1960-х годов, на основе консенсуса Американский колледж ревматологии, однако, сегодня его также называют гранулематозом с полиангиитом . Результаты испытаний были впервые представлены в сентябре 1936 г. на 29-м собрании Немецкого патологоанатомического общества в Бреслау.
Помимо многочисленных статей о впервые описанном им гранулематозе, научные публикации Вегенера касались коричневой липомы, патологических явлений в женских половых органах (при лейкозах, узелковом периартериите), метастатически-раковом циррозе печени, острой жировой дистрофии печени при беременности и искусственная посмертная жировая эмболия и проблема гепатотоксичности кофеина и теофиллина .
Во время работы в Патологическом институте в Киле Вегенер познакомился с различными гранулематозными заболеваниями (синдром Куссмауля-Майера, морбус Банга). Уже когда были представлены три первоначальных случая болезни Вегенера, предполагалось, что имеет место своеобразная клиническая картина. В 1939 г. Вегенер обобщил результаты своих наблюдений за этим своеобразным гранулематозным заболеванием под термином риногенный гранулематоз (также пневмогенный гранулематоз). Эта работа считается классической работой по патологии. Только более поздние публикации Рингерца (1947), Джонсона (1948), Габриэля Чарльза Годмана иJacob Churg (1954) ввел в медицинской литературе термин «гранулематоз Вегенера» (Wegener’s granulomatosis). Это обозначение распространено и сегодня.
В течение своей жизни сам Вегенер наблюдал всего 12 случаев этой гранулематозной болезни. Его друг и коллега Хайнц Клингер восемью годами ранее уже сообщал о подобном случае как о «пограничном случае узелкового периартериита», но он не подчеркивал независимость синдрома. Говорят, что клинические симптомы были описаны Макбрайдом ещё в 1896 году .
Использование термина «гранулематоз Вегенера» интенсивно обсуждалось из-за более свежей информации о первом дескрипторе и, в частности, информации о биографии Вегенера во времена национал-социализма, которая стала известна в 2006 году. В 2011 году Американский колледж ревматологов, Американское общество нефрологов и Американская лига против ревматизма совместно предложили название «гранулематоз с полиангитом». Более новое обозначение широко распространено в научной литературе. Также часто используется короткая форма GPA.